# 1999年体育
1999年重要國際體育賽事包括：

## 大事记
- 5月26日——在加泰隆尼亞巴塞隆納魯營球場舉行的歐聯決賽，曼聯以完場前憑舒寧咸及蘇斯克查各入一球，結果2-1擊敗拜仁慕尼黑，曼聯成為三冠王。

### 7月至9月
- 7月25日至8月4日——1999年洲際國家盃在墨西哥举行。